# إنفاذ القانون في اليابان

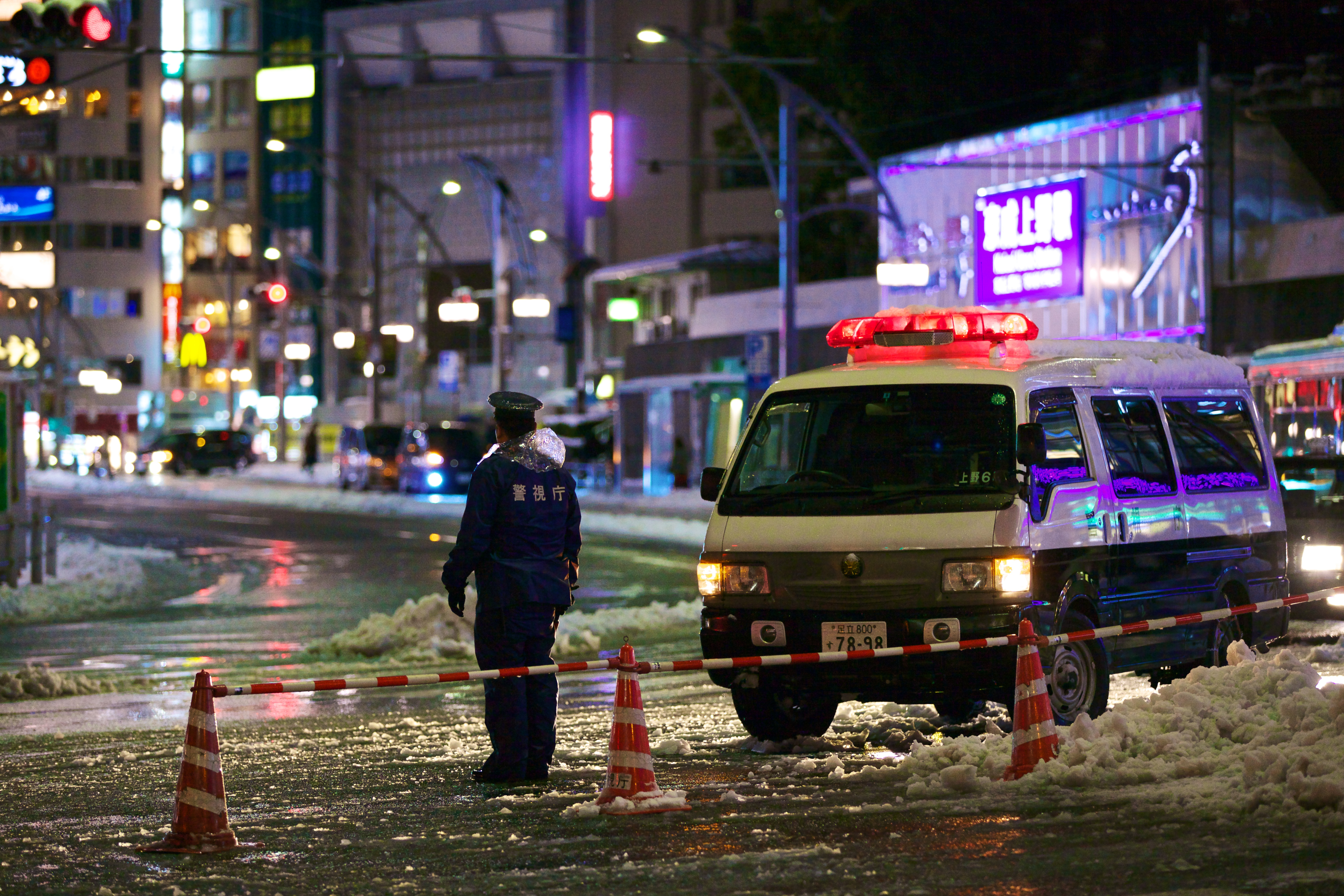
ضابط شرطة العاصمة طوكيو مع شاحنته خارج محطة أوينو

يتم تنفيذ القانون في اليابان بشكل أساسي من قِبل الشرطة المحلية تحت إشراف وكالة الشرطة الوطنية. يتم إدارة وكالة الشرطة الوطنية من قبل لجنة السلامة العامة الوطنية، مما يضمن أن تكون الشرطة اليابانية هيئة غير سياسية وخالية من الرقابة التنفيذية المباشرة للحكومة المركزية. ويتم فحصها من قبل سلطة قضائية مستقلة، وتراقبها صحافة حرة ونشطة.
هناك نوعان من مسؤولي إنفاذ القانون في اليابان: ضباط الشرطة في أقسام الشرطة الإقليمية، و ضباط مجالات متخصصة ذات خبرة عالية.

## التاريخ

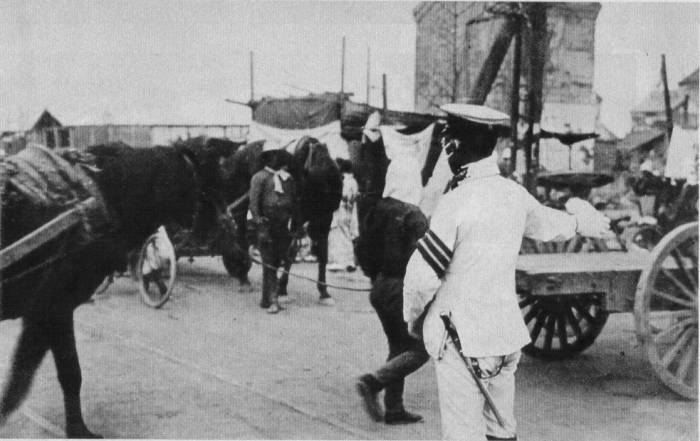
ضابط شرطة يوجه حركة المرور بعد زلزال كانتو العظيم عام 1923م.

أنشأت الحكومة اليابانية نظام شرطة مدنية على الطراز الأوروبي في عام 1874، بقيادة رجل الدولة كاواجي توشييوشي ، تحت السيطرة المركزية لمكتب الشرطة داخل وزارة الداخلية لقمع الاضطرابات الداخلية والحفاظ على النظام خلال إصلاحات ميجي . بحلول ثمانينيات القرن التاسع عشر، تطورت الشرطة لتصبح أداة وطنية للسيطرة الحكومية، وتوفر الدعم للقادة المحليين وتفرض الأخلاق العامة . في المناطق الريفية على وجه الخصوص، كانت الشرطة تتمتع بسلطة كبيرة وكانوا يعاملون بمزيج من الخوف والاحترام. وكان تدخلهم المتزايد في الشؤون السياسية أحد أسس الدولة الاستبدادية في اليابان في النصف الأول من القرن العشرين.

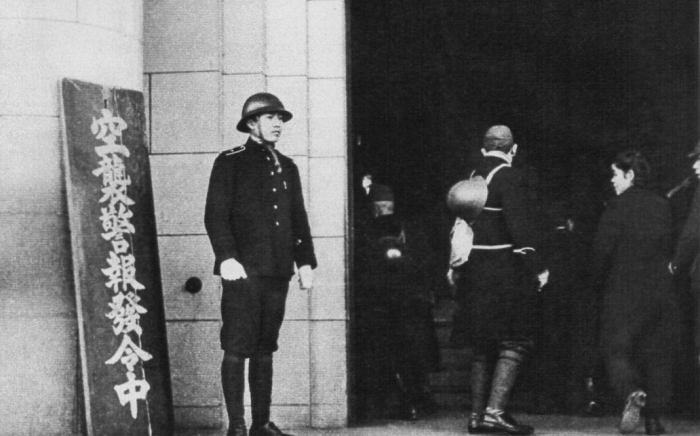
ضابط شرطة يحرس مقر إدارة شرطة في عام 1945م.

بعد استسلام اليابان عام 1945، احتفظ القائد الأعلى لقوات الحلفاء بهيكل الشرطة الذي كان قائماً قبل الحرب، ولكنه اعتبر تنظيمها غير ديمقراطي. تم تنفيذ نظام جديد بعد أن أقر البرلمان قانون الشرطة لعام 1947م. وعلى النقيض من المقترحات اليابانية بإنشاء قوة مركزية قوية للتعامل مع الاضطرابات التي اندلعت بعد الحرب العالمية الثانية، كان نظام الشرطة لامركزيًا. تم إنشاء حوالي 1,600 قسم شرطة مستقل في المدن والبلدات والقرى التي يبلغ عدد سكانها 5,000 نسمة أو أكثر، وتم تنظيم «الشرطة الريفية الوطنية» حسب المحافظة. وكان من المقرر ضمان السيطرة المدنية من خلال وضع الشرطة تحت سلطة لجان السلامة العامة التي تسيطر عليها اللجنة الوطنية للسلامة العامة في مكتب رئيس الوزراء . تم إلغاء وزارة الداخلية واستبدالها بوزارة الشؤون الداخلية الأقل قوة، وتم تجريد الشرطة من مسؤولياتها عن الحماية من الحرائق والصحة العامة وغيرها من الواجبات الإدارية.

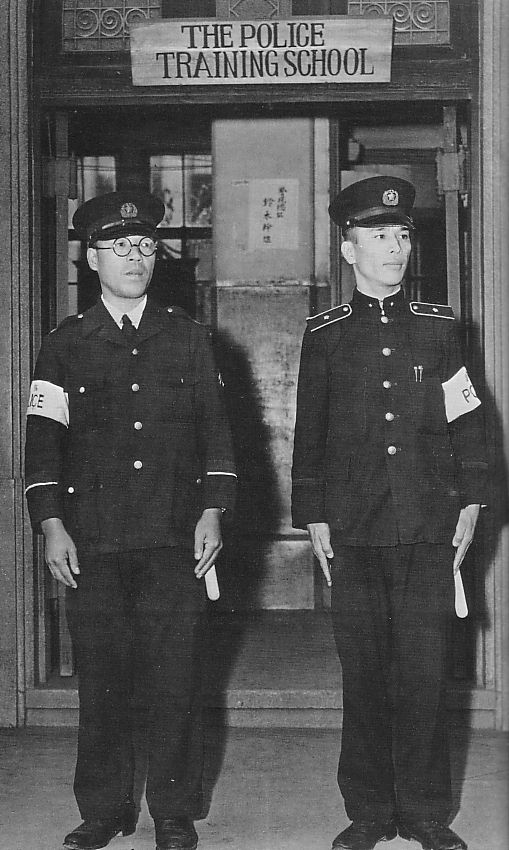
ضباط شرطة طوكيو الكبرى يرتدون الزي الرسمي الذي تم إصداره حديثًا في عام 1946م.

عندما تم نقل معظم قوات الاحتلال إلى كوريا في عامي 1950 و1951 أثناء الحرب الكورية ، تم تشكيل احتياطي الشرطة الوطنية الذي يبلغ قوامه 75,000 فرد (سلف قوة الدفاع الذاتي البرية اليابانية الحالية) خارج سلطة منظمات الشرطة النظامية لدعم الشرطة العادية أثناء الاضطرابات المدنية. وتزايدت الضغوط من أجل إقامة نظام مركزي أكثر توافقاً مع التفضيلات السياسية اليابانية. تم تعديل قانون الشرطة لعام 1947 في عام 1951 للسماح للشرطة البلدية للمجتمعات الصغيرة بالاندماج مع الشرطة الريفية الوطنية. وقد اختارت أغلب هذه المدن هذا الترتيب، وبحلول عام 1954 لم يكن هناك سوى حوالي 400 مدينة وبلدة وقرية لديها قوات الشرطة الخاصة بها. وبموجب قانون الشرطة المعدل لعام 1954، أدت عملية إعادة الهيكلة النهائية إلى إنشاء نظام أكثر مركزية حيث يتم تنظيم القوات المحلية من قبل المحافظات تحت إشراف وكالة الشرطة الوطنية .

### الأمان

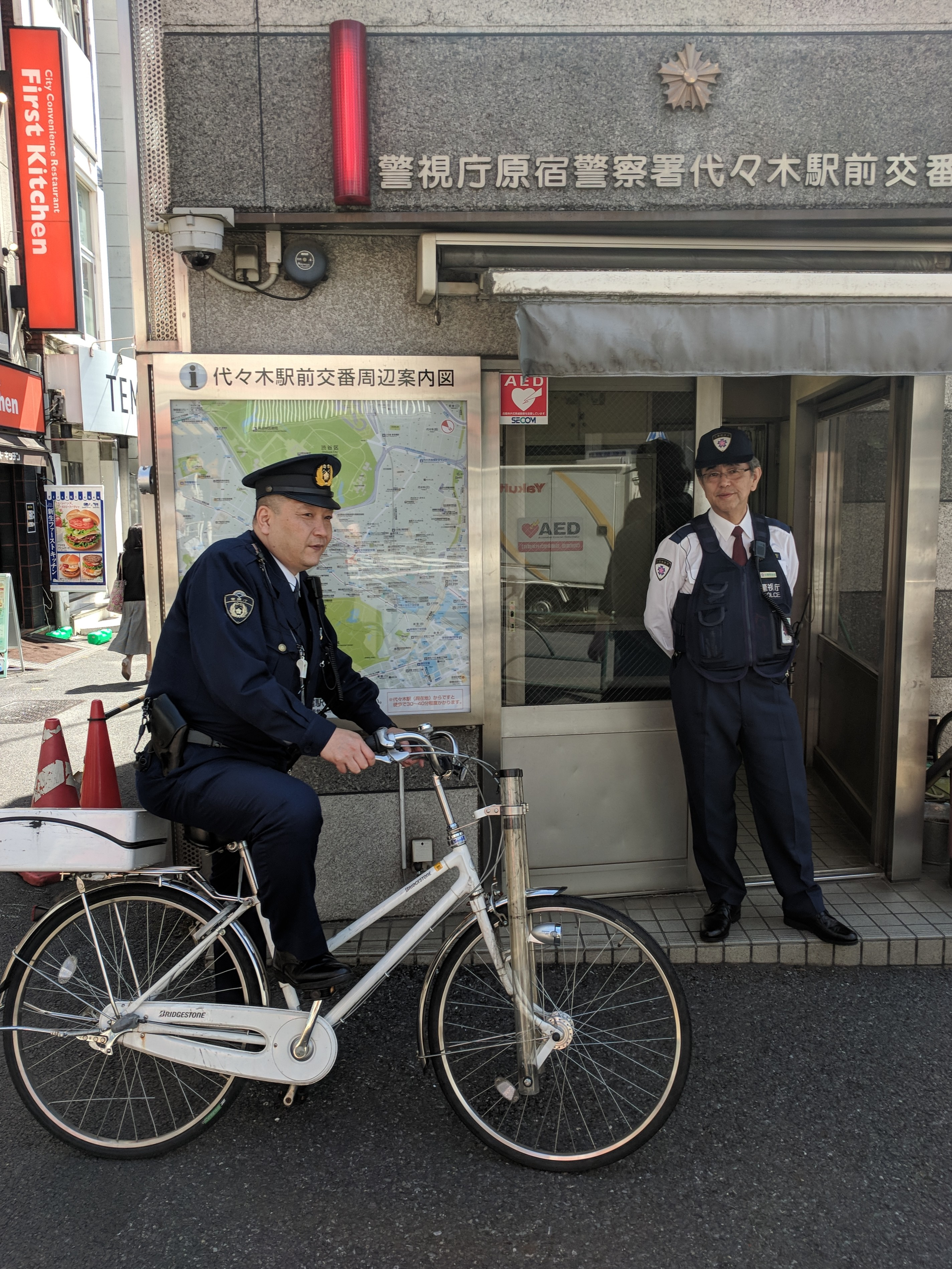
ضباط شرطة تومبسون خارج أحد المقاهي بالقرب من محطة شيبويا

وفقًا لإحصائيات مكتب الأمم المتحدة المعني بالمخدرات والجريمة، من بين الدول الأعضاء البالغ عددها 192 دولة في الأمم المتحدة، ومن بين الدول التي تقدم إحصائيات عن الجرائم الجنائية والعدالة الجنائية، فإن معدل حدوث الجرائم العنيفة مثل القتل والاختطاف والاغتصاب والسرقة منخفض جدًا في اليابان.
معدل السجن منخفض جدًا وتحتل اليابان المرتبة 209 من بين 223 دولة. ويبلغ معدل السجن فيها 41 لكل 100 ألف شخص. في عام 2018 بلغ عدد السجناء 51,805 وكان 10.8% من السجناء غير محكوم عليهم.
تتمتع اليابان بمعدل منخفض جدًا من ضحايا جرائم القتل العمد. وفقا لمكتب الأمم المتحدة المعني بالمخدرات والجريمة، فإنها تحتل المرتبة 219 من بين 230 دولة. ويبلغ معدل جرائم القتل 0.20 فقط لكل 100 ألف نسمة. في عام 2017م كان هناك 306 جريمة قتل.

## هيكل الشرطة
يتم إنشاء «شرطة المحافظة» أو «الشرطة الإقليمية» لكل محافظة ولها المسؤولية الكاملة عن واجبات الشرطة العادية في منطقة مسؤوليتها . تعتبر هذه الشرطة الإقليمية في المقام الأول كشرطة بلدية تتمتع بسلطتها الخاصة، ولكن أنشطتها يتم تنسيقها من قبل وكالة الشرطة الوطنية ولجنة السلامة العامة الوطنية.  اعتبارًا من عام 2017م، بلغ إجمالي قوة الشرطة حوالي 296,700 فرد، منهم 262,500 ضابط شرطة، و900 في الحرس الإمبراطوري، و33,200 موظف مدني. على الصعيد الوطني، يوجد ما يقرب من 23,400 ضابطة شرطة و13,000 موظفة مدنية.

### وكالة الشرطة الوطنية

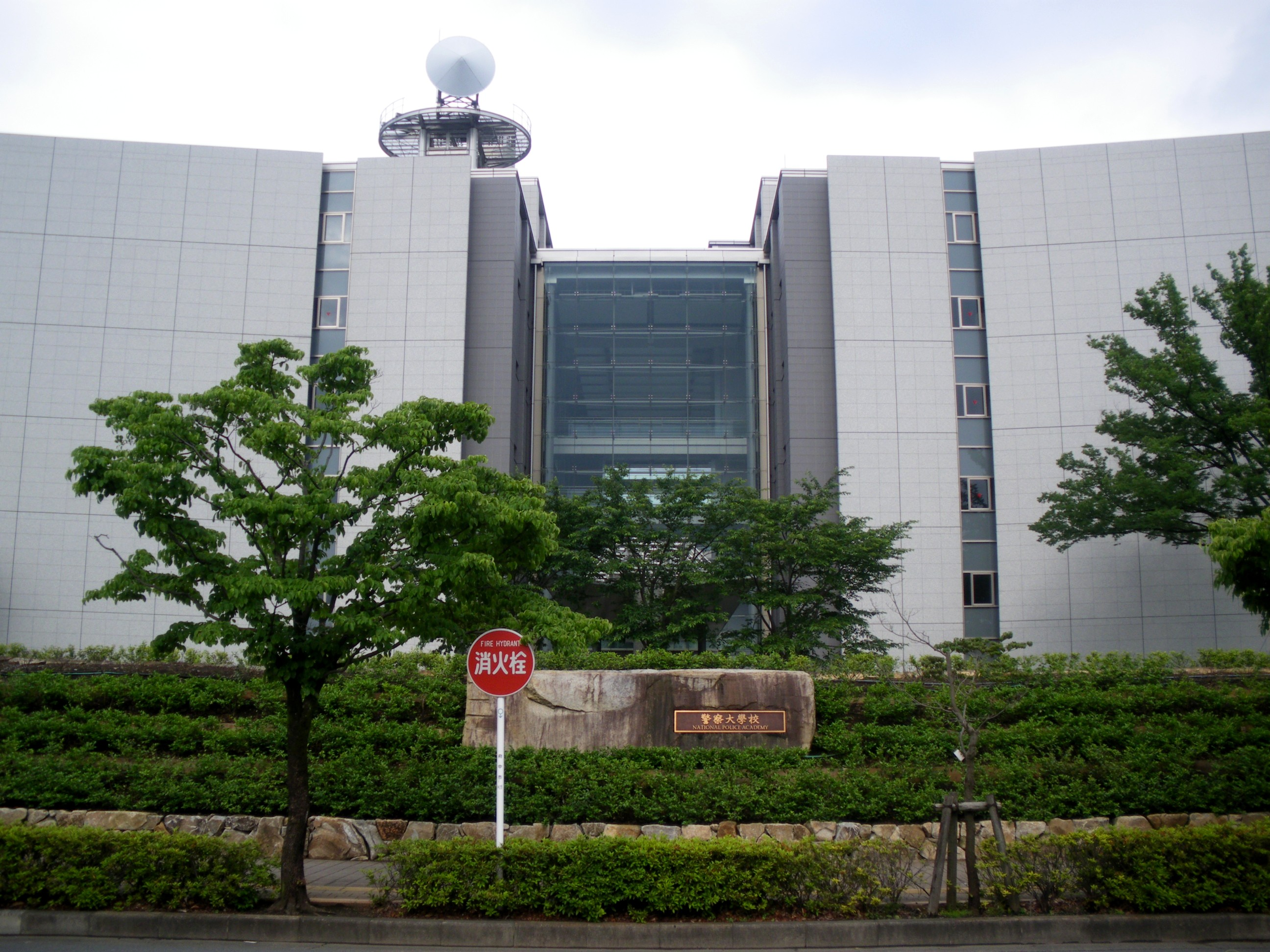
أكاديمية الشرطة الوطنية في فوتشو، طوكيو.

تحدد وكالة الشرطة الوطنية المعايير والسياسات العامة باعتبارها الهيئة التنسيقية المركزية لنظام الشرطة بأكمله؛ ويُترك التوجيه التفصيلي للعمليات للمستويات المحلية. في حالة الطوارئ الوطنية أو الكوارث واسعة النطاق، تكون الوكالة مخولة بتولي قيادة قوات الشرطة الإقليمية. في عام 1989، كانت الوكالة تتألف من حوالي 1100 موظف مدني وطني، مُفوضين بجمع المعلومات وصياغة السياسات الوطنية وتنفيذها. يرأس الوكالة مفوض عام يتم تعيينه من قبل اللجنة الوطنية للسلامة العامة بموافقة رئيس الوزراء.

### شرطة المحافظة

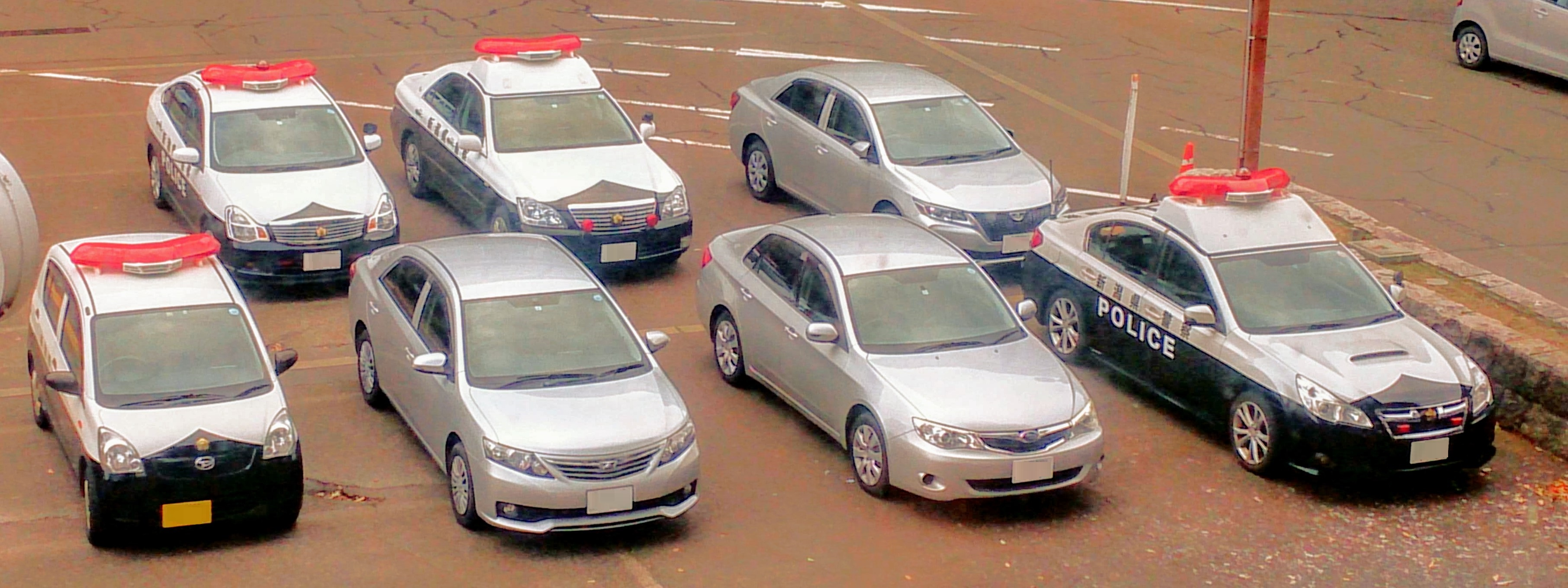
سيارات شرطة محافظة نيغاتا معروضة في عام 2018

يتم تنظيم جميع وحدات الشرطة العملياتية في شرطة المحافظة لكل محافظة. يتم تنظيم وقيادة الشرطة الإقليمية من قبل «مقار الشرطة الإقليمية» الخاصة بها، ولكل منها لجنة السلامة العامة الإقليمية. 
| الوظيفة             | الرتبة                                                | شعار الرتبة       | شعار الرتبة | الرتبة العسكرية المكافئة                | وصف الوظيفة |
| الوظيفة             | الرتبة                                                | شارة الكتب        | شارة الصدر  | الرتبة العسكرية المكافئة                | وصف الوظيفة |
| ------------------- | ----------------------------------------------------- | ----------------- | ----------- | --------------------------------------- | --- |
| المسئولين الحكوميين | Commissioner General (警察庁長官 Keisatsu-chō Chōkan) |                   |             | No counterpart (outside normal ranking) | The Chief of the National Police Agency |
| المسئولين الحكوميين | Superintendent General (警視総監 Keishi-sōkan)        |                   |             | General                                 | The Chief of the Tokyo Metropolitan Police Department                                                                                         |
| المسئولين الحكوميين | Senior Commissioner (警視監 Keishi-kan)               |                   |             | Lieutenant general                      | Deputy Commissioner General, Deputy Superintendent General, The Chief of Regional Police Bureau, The Chief of Prefectural Police Headquarters |
| المسئولين الحكوميين | Commissioner (警視長 Keishi-chō)                      |                   |             | Major general                           | The Chief of Prefectural Police Headquarters                                                                                                  |
| المسئولين الحكوميين | Assistant Commissioner (警視正 Keishi-sei)            |                   |             | Colonel                                 | The Chief of Police Station |
| شرطة المحافظة       | Superintendent (警視 Keishi)                          |                   |             | Lieutenant colonel                      | The Chief of Police Station (small or middle), The Vice Commanding Officer of Police Station, Commander of Riot Police Unit                   |
| شرطة المحافظة       | Chief Inspector (警部 Keibu)                          |                   |             | Major or Captain                        | Squad Commander of Police Station, Leader of Riot Company                                                                                     |
| شرطة المحافظة       | مفتش ‏ (警部補 Keibu-ho)                               |                   |             | Captain or Lieutenant                   | Squad Sub-Commander of Police Station, Leader of Riot Platoon                                                                                 |
| شرطة المحافظة       | Police رقيب (رتبة عسكرية) (巡査部長 Junsa-buchō)      |                   |             | Warrant officer or Sergeant             | Field supervisor, Leader of Police box |
| شرطة المحافظة       | Senior Police Officer (巡査長 Junsa-chō)              | Second Lieutenant |             | Corporal                                | (Honorary rank of Police Officers) |
| شرطة المحافظة       | ضابط شرطة (巡査 Junsa)                                | Officer Cadet     |             | Private                                 | Prefectural Police Officers' careers start from this rank.                                                                                    |